# Massimo Recchioni
Massimo Recchioni (Roma, 19 maggio 1959) è uno scrittore italiano.
All'inizio degli anni novanta, ha lasciato Roma per emigrare nell'allora Cecoslovacchia, dove è rimasto per circa vent'anni. Anche nell'Europa dell'Est non ha mai trascurato la sua passione per la storia della Resistenza italiana, e anzi proprio in quel Paese ha avuto modo di approfondirla.
La sua prima opera, Ultimi fuochi di Resistenza. Storia di un combattente della Volante Rossa, è del 2009, con la casa editrice DeriveApprodi di Roma: racconta infatti, attraverso un incontro casuale con il protagonista (fuggito da Milano verso Praga e poi Brno nel 1949), la vita dell'ex partigiano comunista Paolo Finardi, il quale, dopo la guerra, era entrato nell'organizzazione paramilitare Volante Rossa, organizzazione comandata da Giulio Paggio, noto come "Tenente Alvaro" e morto a Praga nel 2008.
Proprio su quella figura, Recchioni ha pubblicato nel 2011 il suo secondo libro, Il tenente Alvaro, la Volante Rossa e i rifugiati politici italiani in Cecoslovacchia, sempre con Derive Approdi. In questo libro, oltre alla storia del protagonista, viene studiato a fondo, attraverso la testimonianza di diversi esuli del periodo, il fenomeno dell'emigrazione politica del secondo dopoguerra. Infatti, in un clima di "assestamento democratico" e di "restaurazione", furono in parecchi, circa 500, a trovare rifugio oltre cortina per sfuggire alla giustizia italiana, e messi in salvo dal PCI quasi totalmente verso l'allora Cecoslovacchia.
La "colonia italiana" di esuli era guidata da Francesco Moranino, ex-comandante partigiano nel Biellese col nome di Gemisto, poi il più giovane eletto di sesso maschile all'Assemblea Costituente. Successivamente, Moranino era stato nominato sottosegretario alla difesa ed eletto nel 1948 e nel 1953 deputato nelle liste del PCI. Moranino fu protagonista, nel 1955, della prima concessione di autorizzazione a procedere e all'arresto della storia della Repubblica. L'imputazione – omicidio plurimo – era dovuta a fatti accaduti durante la guerra di Liberazione. Recchioni, che aveva già "incontrato" la figura di Francesco Moranino (scomparso nel 1971) già nei primi suoi due libri, dedica quindi la sua terza opera proprio a questo personaggio, per cercare di far luce sulla sua vita. Lo fa attraverso testimonianze dirette, materiale parlamentare e processuale soprattutto sugli episodi incriminati e sul contesto nel quale, tra il 1956 e il 1957, si svolsero i processi di primo e secondo grado. Il libro, uscito a marzo 2013, si intitola Francesco Moranino, il Comandante Gemisto. Un processo alla Resistenza (l'editore è ancora una volta Derive Approdi) e ha due prefazioni: una della storica Alessandra Kersevan e l'altra della partigiana e senatrice Lidia Menapace. L'opera si avvale inoltre di un ricordo di Moranino da parte dell'ex Presidente della Camera Pietro Ingrao.
Nel 2024 il libro vince la XVI edizione del Premio Letterario Internazionale "Mondolibro".
Nel gennaio 2015, in occasione del 70º anniversario della morte del protagonista, esce Il Gobbo del Quarticciolo e la sua banda nella Resistenza, dedicato alla leggendaria figura della Resistenza romana Giuseppe Albano (detto appunto il Gobbo), ucciso in circostanze mai chiarite il 16-1-1945. Il libro, scritto insieme a Giovanni Parrella, si avvale di numerose testimonianze inedite e, anche grazie a queste, formula una teoria - mai abbracciata prima - sulla misteriosa fine del partigiano-bandito. La storia del Gobbo del Quarticciolo, uscita con Milieu Edizioni, è introdotta da una prefazione di Walter De Cesaris.
Nel mese di maggio 2015, Recchioni riceve, ancora dall'Associazione Culturale "Mondolibro" (XVII edizione del Premio), il Premio speciale per "l'attività di ricerca storiografica condotta nel segno della Memoria della Resistenza".
Ancora nel 2015, in collaborazione con Davide Conti, fornisce la sua consulenza storica per il documentario "Noi sempre lotterem", prodotto, in occasione del 70º anniversario della Liberazione, dal Fronte della Gioventù Comunista. In esso sono intervistati i partigiani Argante Bocchio (il Comandante "Massimo"), Lidia Menapace, Primo De Lazzari, Mario Fiorentini, Wanda Canna, Paolo Finardi, Gastone Malaguti e Franco Fontana. Il documentario, da allora, viene presentato in molte scuole d'Italia. Nel 2017, collabora con il regista Giuliano Bugani al documentario sui crimini nazifascisti "Ascoltami. Ricordami.", che viene proiettato per la prima volta al cinema Galliera di Bologna il 28 aprile 2018.
Nel gennaio 2020 esce Il Gobbo del Quarticciolo. Una storia di Resistenza, dal fascismo alla guerra fredda, scritto con Paola Polselli e uscito nel 75º anniversario della morte del protagonista Giuseppe Albano. Il libro non è solo una rivisitazione del precedente su quel personaggio; in questo caso la storia del Gobbo è preceduta da un'ampia cornice storica sull'Italia e l'Europa dagli anni Venti agli anni Cinquanta. Il libro, pubblicato ancora da Milieu Edizioni, si pregia di un'attenta prefazione di Alessandra Kersevan e di tavole illustrate da Saverio De Marco.
Sempre nel 2020, con la casa editrice "4 Punte edizioni", è autore – insieme a Paola Polselli – delle schede storiche del libro L'avrai camerata Almirante la via che pretendi da noi italiani. Il libro è il memoriale dell'ex direttore responsabile de l'Unità Carlo Ricchini sul processo per diffamazione intentato negli anni Settanta dal segretario del MSI contro Ricchini stesso e Luciana Castellina, direttrice responsabile de Il Manifesto. Materia del processo, il ritrovamento di un bando del 1944, a firma Almirante, che prometteva la fucilazione alla schiena per tutti quegli "sbandati" che non si fossero arruolati con i repubblichini. Il processo, dopo l'accertamento della veridicità del manifesto e il ritrovamento di altre prove inconfutabili, fu perso da Almirante con la motivazione che l'Unità e Il Manifesto avevano detto la verità (sentenza della Corte di cassazione del 1978).
Nella primavera del 2021 escono simultaneamente due libri. Il primo è una seconda edizione, riveduta e con materiale processuale inedito, del libro sul Comandante Gemisto. Esce con DeriveApprodi, in occasione del cinquantesimo anniversario della morte del comandante partigiano, e si intitola Francesco Moranino, il Comandante Gemisto. La criminalizzazione della Resistenza. Anche se sulle orme della precedente edizione, il libro lascia però più spazio, rispetto al primo, al contesto internazionale e italiano e alle vicende processuali.
Il secondo è la storia della realizzazione del film del Maestro Giuliano Montaldo del 1976 L'Agnese va a morire (tratto dal romanzo della scrittrice e partigiana Renata Viganò). In un viaggio col Maestro, Recchioni visita i luoghi e ciò che resta dei set – tra le province di Ravenna e Ferrara – dove il film fu girato, e racconta vicende, aneddoti e difficoltà della realizzazione di quel capolavoro. Nel libro intervengono, oltre a Giuliano Montaldo e alcuni degli attori che in quell'opera recitarono – Ron, Ninetto Davoli e Alfredo Pea – il Direttore dell'Istituto della Resistenza in Ravenna e provincia, l'ex Sindaco di Alfonsine, ex partigiani e altri. Il libro, presentato dallo stesso regista, si intitola – dalla nazionalità della protagonista Ingrid Thulin – Una svedese in guerra. La storia de L'Agnese va a morire ed esce con Edizioni Solfanelli.
Tra la fine del 2022 e l'inizio del 2023 vengono pubblicate – rielaborate e aggiornate per 4 Punte edizioni – le tre opere che, tra il 2009 e il 2013, erano uscite con la casa editrice DeriveApprodi.
A ottobre 2023, curato insieme a Valerio Chiolli ed Enzo Vetri Buratti di «Octubre n.11», esce con 4 Punte edizioni il libro Scarpe rotte eppur c'è da cantar. Canti delle Resistenze italiana, spagnola e palestinese, con la prefazione di Giovanna Marini.
A marzo 2024, ancora insieme a Giovanni Parrella e Paola Polselli e ancora per 4 Punte edizioni, esce Il bandito Partigiano. Vita e morte del Gobbo del Quarticciolo, un'ulteriore rivisitazione della vita di Giuseppe Albano. Prefazione di Alessandra Kersevan e postfazione di Pierluigi Amen.
Dal 2006, anno di modifica dello Statuto e di apertura alle nuove generazioni non partigiane, è iscritto all'ANPI (Associazione Nazionale Partigiani d'Italia); ha contribuito alla nascita di diverse Sezioni, prima in Europa e poi in Italia. Dopo essere stato iscritto e membro della Direzione Nazionale del Partito dei Comunisti Italiani, dal 2013 all'inizio del 2020 ha aderito al Partito Comunista, di cui è stato responsabile nazionale della Memoria storica e membro del Comitato Centrale. La sua esperienza nel Partito Comunista si è conclusa nel giugno 2020.
Dal 2020, anno della fondazione della Casa Editrice, partecipa infine al progetto editoriale contro il revisionismo #ilTrenoVersoSud di 4 Punte Edizioni.

## Opere
- Massimo Recchioni, Ultimi fuochi di Resistenza. Storia di un combattente della Volante Rossa, Derive Approdi, Roma 2009, ISBN 978-88-8996-964-9
- Massimo Recchioni, Il tenente Alvaro, la Volante Rossa e i rifugiati politici italiani in Cecoslovacchia, Derive Approdi, Roma 2011, ISBN 978-88-6548-020-5
- Massimo Recchioni, Francesco Moranino, il Comandante Gemisto. Un processo alla Resistenza, Derive Approdi, Roma 2013, ISBN 978-88-6548-067-0
- Massimo Recchioni e Giovanni Parrella, Il Gobbo del Quarticciolo e la sua banda nella Resistenza, Milieu Edizioni, Milano 2015, ISBN 978-88-9860-025-0
- Massimo Recchioni e Paola Polselli, Il Gobbo del Quarticciolo. Una storia di Resistenza, dal fascismo alla guerra fredda, Milieu Edizioni, Milano 2020, ISBN 978-88-3197-741-8
- Carlo Ricchini, L'avrai camerata Almirante la via che pretendi da noi italiani, 4 Punte Edizioni, schede storiche di Massimo Recchioni e Paola Polselli, ISBN 978-80-907879-0-2
- Carlo Guerriero e Fausto Rondinelli, La Volante Rossa, 4 Punte Edizioni, prefazione di Massimo Recchioni, ISBN 978-80-907879-2-6
- Massimo Recchioni, Francesco Moranino, il Comandante Gemisto. La criminalizzazione della Resistenza, Derive Approdi, Roma 2021, ISBN 978-88-6548-394-7
- Massimo Recchioni, Una svedese in guerra. La storia de L'Agnese va a morire, prefazione di Giuliano Montaldo, Edizioni Solfanelli, Chieti 2021, ISBN 978-88-3305-318-9
- Massimo Recchioni, «Pastecca». Un ragazzo della Volante Rossa, 4 Punte Edizioni 2022, ISBN 978-80-88478-05-8
- Massimo Recchioni, Il tenente Alvaro e l'esilio politico di massa, 4 Punte Edizioni 2022, ISBN 978-80-88478-08-9
- Massimo Recchioni, Francesco Moranino. Perché si colpì dalla parte sbagliata, 4 Punte Edizioni 2022, ISBN 978-80-88478-09-6
- Massimo Recchioni, Valerio Chiolli ed Enzo Vetri Buratti, Scarpe rotte eppur c'è da cantar. Canti delle Resistenze italiana, spagnola e palestinese, 4 Punte Edizioni 2023, ISBN 978-80-88478-27-0
- Massimo Recchioni, Giovanni Parrella e Paola Polselli, Il bandito Partigiano. Vita e morte del Gobbo del Quarticciolo, 4 Punte Edizioni 2024, ISBN 978-80-88478-36-2